# Älgsjöbergets naturreservat
Älgsjöbergets naturreservat är ett naturreservat i Bergs kommun i Jämtlands län.
Området är naturskyddat sedan 2019 och är 73 hektar stort. Reservatet ligger vid sydvästra stranden av Älgsjön med Bröttjärnberget i söder. Reservatet består av granskog med inslag av björk, sälg och asp.  